# Juul
 Ikke at forveksle med adelsslægten Juel.
Juul er en gammel dansk, oprindeligt fra Nørrejylland stammende adelsslægt tilhørende ur- og højadelen. Slægten lever stadig.

## Våbenskjold
Slægten fører en sølv lilje i blåt felt, på hjelmen to udadhældende sølv liljer.

## Historie
Hr. Niels Juul af Jylland nævnes 1285 blandt de ti af landets fornemste mænd, der beedigede, at Als hørte til kongeriget. Hans søn, Esger Juul (død 1325), blev tidlig kannik i Ribe, stod på Erik Menveds side i striden med Jens Grand og havde vistnok en væsentlig andel i, at denne strid blev bilagt. Han belønnedes 1306 med Århus bispestol, udnævntes 1310 til ærkebiskop i Lund og deltog året efter i koncilet i Vienne. Som den danske kirkes overhoved forstyrredes hans gode forhold til kongen. Efter et åbent brud flygtede han 1317 til Hammershus, hvorfra han lyste kong Erik i band, og drog sidst på året videre til Pommern. Efter Christoffer I's tronbestigelse vendte Esger Juul tilbage 1321 og udsonedes snart med den ny konge, som han dog heller ikke kom til at stå i noget godt forhold til.
Af ukendte grunde gik det ganske tilbage med slægtens anseelse. Da Juul'erne atter genfindes, hører de kun til lavadelen, de besad kun en lille, for længst forsvundet hovedgård, Hedegård i Glesborg Sogn i Mols. Stamtavlen begynder først sikkert med Søren Juul til Hedegård, der levede midt i det 15. århundrede. Hans sønnesøns søn, Axel Juul til Villestrup (1503-1577), hævede slægten til stor anseelse. Efter en lærd uddannelse begyndte han sin løbebane som sekretær i Kancelliet under Frederik I, der anvendte ham i diplomatiske sendelser til Sverige; 1536 forlenedes han med Aalborghus, senere med Asmild Kloster, 1551 udnævntes han til landsdommer i Jylland. På Villestrup opførte denne kundskabsrige, begavede og meget dygtige mand et prægtigt herresæde. Oprindeligt uformuende kom han til megen velstand og måtte gentagne gange forstrække statskassen med penge. Blandt hans 16 børn skal nævnes Ove Juul til Mejlgård, Østergård og Palstrup (1549-1604), den stridbare og heftige Niels Juul til Kongstedlund (1557-1600), der blev dræbt i Aalborg af Albert Skeel til Jungetgård, og landsdommeren i Jylland, senere rigsråd Iver Juul til Villestrup og Lundbæk (1563-1627), fra hvem hele den nulevende slægt nedstammer. De to ældre brødres afkom er for længst uddød. Ove Juuls sønnesøns søn, Frands Juul til Stårupgård og Frøstrupgård (ca. 1647-1732 Neuenburg, Oldenburg) (mor: Elisabet Nielsdatter Krag af Jylland [1621-eft. 1690], søster af Mogens Krag (1625-1676) til Kaas), kæmpede med tapperhed og udmærkelse på adskillige fremmede valpladser. I Frankrig oprettede han 1690 regimentet Youl-Danois, med hvilket han indtil 1692 deltog i krigen mod Spanien, hvorpå regimentet under navn af Royal Danois overdroges til Christian Gyldenløve, hvis regimentskommandør han blev. Han opnåede siden graden som fransk maréchal de camp, men søgte forgæves om genansættelse i den danske hær. Ovennævnte Iver Juul var fader til rigsråd Malte Juul til Gjessinggård og til Maltesholm i Skåne (1594-1648), der flere gange benyttedes som gesandt, således 1631 til Rusland og 1643 til Bayern, til Axel Juul til Volstrup og Gundetved (1606-1671), kendt som ejer af et kunst- og naturaliekabinet, deres sønner døde unge, til Ove Juul til Villestrup (1615-1686) og til den barnløse Tønne Juul (1620-1684), opretteren af Den Thaarupgaardske Stiftelse.
Af brødrene kom Ove Juul til at spille en meget fremtrædende rolle. Efter sin hjemkomst fra et årelangt studieophold i udlandet udnævntes han 1639 til hofjunker, fulgte året efter Corfitz Ulfeldt til London og gik 1655 som dansk resident til Stockholm. Gang på gang overdrog Frederik III ham i de følgende år vigtige diplomatiske hverv; både før, under og efter krigen forhandlede han hyppigt med den svenske konge, Karl Gustav. Skønt han på stændermødet 1660 ivrede stærkt mod suveræniteten, bevarede han dog stadig sin konges gunst. Han udnævntes til stiftamtmand i Aalborg og assessor i Kancelliet 1661, blev 1669 gehejmeråd, Højesteretsassessor og – indtil 1674 – vicestatholder i Norge, ligesom han 1671 var blandt de første Dannebrogsriddere. Efter at hans velynder Christoffer Gabel var styrtet, knyttede han sig nøje til Griffenfeld, men forstod at forholde sig således, at han straks efter dennes fald 1676 blev vicekansler i Danske Kancelli, samtidig med at han udnævntes til præses i den kommission, der dømte den styrtede rigskansler. Han afskedigedes fra vicekanslerembedet 1679 og udnævntes 1681 til stiftamtmand i Århus Stift. Foruden vidtløftige dagbogsoptegnelser efterlod han et skrift om romerske mønter. Med hans sønner delte slægten sig i to endnu blomstrende linjer. Den ældste, oberst Christian Juul til Lundbæk (1651-1690), ægtede baronesse Johanne Marie Ruse til baroniet Rysensteen og fik derefter under 15. december 1679 friherrepatent som lensbaron af Rysensteen. Denne linje har til tider – noget forvirrende – skrevet sig Juel. Hans sønnesøns søn, oberstløjtnant, kammerherre, baron Ove Henrik Juul af Rysensteen (1771-1836), substituerede baroniet med en fideikommiskapital (i 1920 ca. 293.000 kr.). Sidstnævntes broders sønnesøn, kammerherre, baron Christian Frederik Adrian Juul af Rysensteen til substitutionen for baroniet, Lundbæk og Mundelstrup (1838-1907), repræsenterede 9. kreds i Landstinget 1874-90, blev kongevalgt medlem 1893 og fik 1900 sæde i det kortvarige Sehestedske ministerium som minister for offentlige arbejder. Han var den friherrelige linjes sidste mand.
Gehejmeråd Ove Juuls yngre søn, ritmester, etatsråd Frederik Juul til Villestrup (1661-1721), var fader til generalløjtnant og hvid ridder Ove Juul (1700-1766), hvis frue fik testamenteret stamhuset Raunholt, Hellerup og Nislevgård (oprettet 25. februar 1752) af sin moster, gehejmerådinde Charlotte Amalie Sehestedt, f. Gersdorff. Deres ældste søn og hans efterkommere har siden kaldt sig Sehestedt Juul uden dog at have fået nogen kgl. stadfæstelse på denne navnetilføjelse, ligesom de fører slægtens våben uforandret. Generalløjtnantens sønnesøns søn, major, kammerherre Christian Sehestedt Juul til stamhuset Raunholt (1806-1861), øvede som dygtig godsejer og praktisk forretningsmand udstrakt indflydelse. Han var kongevalgt medlem af Den grundlovgivende Rigsforsamling, præsident for landmandsforsamlingerne i København 1852 og Flensborg 1854 og medstifter af Privatbanken. Med stor iver arbejdede han for at fremme Fyns økonomiske udvikling. Hans søn, formand for Fyns Stifts patriotiske Selskab, landstingsmand, østrigsk ritmester, kammerherre Ove Sehestedt Juul (1830-1882), blev fader til stamhusets nye besidder, kammerherre, hofjægermester Christian Sehestedt Juul (1867-1941), der, sammen med grev Christopher Knuth, foranledigede den store retssag mod Lensafløsningsloven, som 1920 ved Højesteret førte til nederlag for majoratsbesidderne. Efter ham blev hofjægermester Ove Sehestedt Juul (1892-1948) ejer af Ravnholt mm. og han efterfulgtes af hofjægermester Christian Sehestedt Juul (1918-1986).
Foruden de allerede nævnte gårde har medlemmer af slægten skrevet sig til Støvringgård, Brusgård, Aggersbøl, Bjørnholm, Kvistrup, Strandbygård, Birkholm, Assendrup, Pandum, Udstrup, Viffertsholm, Søgård, Rammegård, Svanholm osv.